# Loris Karius
Loris Karius (ur. 22 czerwca 1993 w Biberach an der Riß) – niemiecki piłkarz występujący na pozycji bramkarza.

## Kariera
Karierę piłkarską rozpoczął w SG Mettenberg. Jesienią 2001 roku przeniósł się do SSV Ulm 1846. W lipcu 2005 roku dołączył do drużyny młodzieżowej VfB Stuttgart, gdzie spędził cztery lata, zanim dołączył do akademii Manchesteru City, w której zadebiutował w spotkaniu przeciwko Wigan Athletic. W sierpniu 2011 roku został sprzedany do rezerw 1. FSV Mainz 05. Przez dwa lata w zespole rezerw zagrał 27 ligowych spotkań. Dobre występy poskutkowały powołaniem do dorosłej drużyny. Kontuzje podstawowych bramkarzy sprawiły, że Karius dostał szansę gry. Jego dobre występy w pierwszej drużynie sprawiły, że został pierwszym bramkarzem Mainz. 1 lipca 2016 roku został graczem Liverpoolu.
W sierpniu 2018 został wypożyczony na dwa lata do tureckiego klubu Beşiktaş JK.
28 września 2020 roku został wypożyczony na jeden sezon do niemieckiego klubu Union Berlin.
1 lipca 2022 Kariusowi wygasł kontrakt z Liverpoolem. Dwa miesiące później, 12 września 2022 przeszedł za darmo do Newcastle United.
1 lipca 2024 Kariusowi wygasł kontrakt z Newcastle United F.C.

### Statystyki kariery
Aktualne na dzień 26.02.2024 r.
| Sezon              | Klub                | Liga               | M   | G | M | G | M | G | M  | G | M   | G |
| ------------------ | ------------------- | ------------------ | --- | - | - | - | - | - | -- | - | --- | - |
| 2011/12            | 1. FSV Mainz 05     | Bundesliga         | 0   | 0 | 0 | 0 | — | — | 0  | 0 | 18  | 0 |
| 2011/12            | Mainz II            | Regionalliga       | 18  | 0 | 0 | 0 | — | — | 0  | 0 | 18  | 0 |
| 2012/13            | 1. FSV Mainz 05     | Bundesliga         | 1   | 0 | 0 | 0 | — | — | —  | — | 7   | 0 |
| 2012/13            | Mainz II            | Regionalliga       | 6   | 0 | 0 | 0 | — | — | —  | — | 7   | 0 |
| 2013/14            | 1. FSV Mainz 05     | Bundesliga         | 23  | 0 | 0 | 0 | — | — | —  | — | 26  | 0 |
| 2013/14            | Mainz II            | Regionalliga       | 3   | 0 | 0 | 0 | — | — | —  | — | 26  | 0 |
| 2014/15            | 1. FSV Mainz 05     | Bundesliga         | 33  | 0 | 1 | 0 | — | — | 2  | 0 | 36  | 0 |
| 2015/16            | 1. FSV Mainz 05     | Bundesliga         | 34  | 0 | 2 | 0 | — | — | —  | — | 36  | 0 |
| 2016/17            | Liverpool           | Premier League     | 10  | 0 | 3 | 0 | 3 | 0 | —  | — | 16  | 0 |
| 2017/18            | Liverpool           | Premier League     | 19  | 0 | 1 | 0 | 0 | 0 | 13 | 0 | 33  | 0 |
| 2018/19            | Beşiktaş JK (wyp.)  | Süper Lig          | 29  | 0 | 0 | 0 | — | — | 5  | 0 | 34  | 0 |
| 2019/20            | Beşiktaş JK (wyp.)  | Süper Lig          | 25  | 0 | 2 | 0 | — | — | 5  | 0 | 30  | 0 |
| 2020/21            | Union Berlin (wyp.) | Bundesliga         | 4   | 0 | 1 | 0 | — | — | —  | — | 5   | 0 |
| 2021/22            | Liverpool           | Premier League     | 0   | 0 | 0 | 0 | 0 | 0 | 0  | 0 | 0   | 0 |
| 2022/23            | Newcastle United    | Premier League     | 0   | 0 | 0 | 0 | 0 | 0 | —  | — | 0   | 0 |
| 2023/24            | Newcastle United    | Premier League     | 1   | 0 | 0 | 0 | 0 | 0 | 0  | 0 | 0   | 0 |
| Łącznie w karierze | Łącznie w karierze  | Łącznie w karierze | 177 | 0 | 7 | 0 | 3 | 0 | 20 | 0 | 206 | 0 |

## Reprezentacja
Karius grał dla reprezentacji Niemiec U-16, U-17, U-18, U-19, U-20 i U-21. Po raz pierwszy w barwach narodowych zagrał 16 września 2008 roku. Potem grał w starszych kategoriach wiekowych.